# Dolmen Frisari
Il dolmen Frisari è un monumento megalitico preistorico, risalente all'età del bronzo, ubicato nel territorio di Bisceglie in Puglia, a 100 m sul livello del mare.
Si raggiunge percorrendo per circa 4.5 km in direzione Ruvo di Puglia la S.P. 86 Bisceglie - Ruvo di Puglia e imboccando sulla sinistra una strada rurale che conduce, in direzione di Lama d'Aglio, al megalite.

Rispetto agli altri dolmen presenti nell'agro biscegliese, sorge a poco più di 3 km dal Dolmen della Chianca e a circa 2.5 km dal Dolmen di Albarosa.

## Etimologia
Il nome Frisari deriva dalla proprietà del fondo in cui il dolmen è stato scoperto. Fino ai primi del Novecento il terreno era di proprietà del senatore Giulio Frisari.

## Storia del monumento

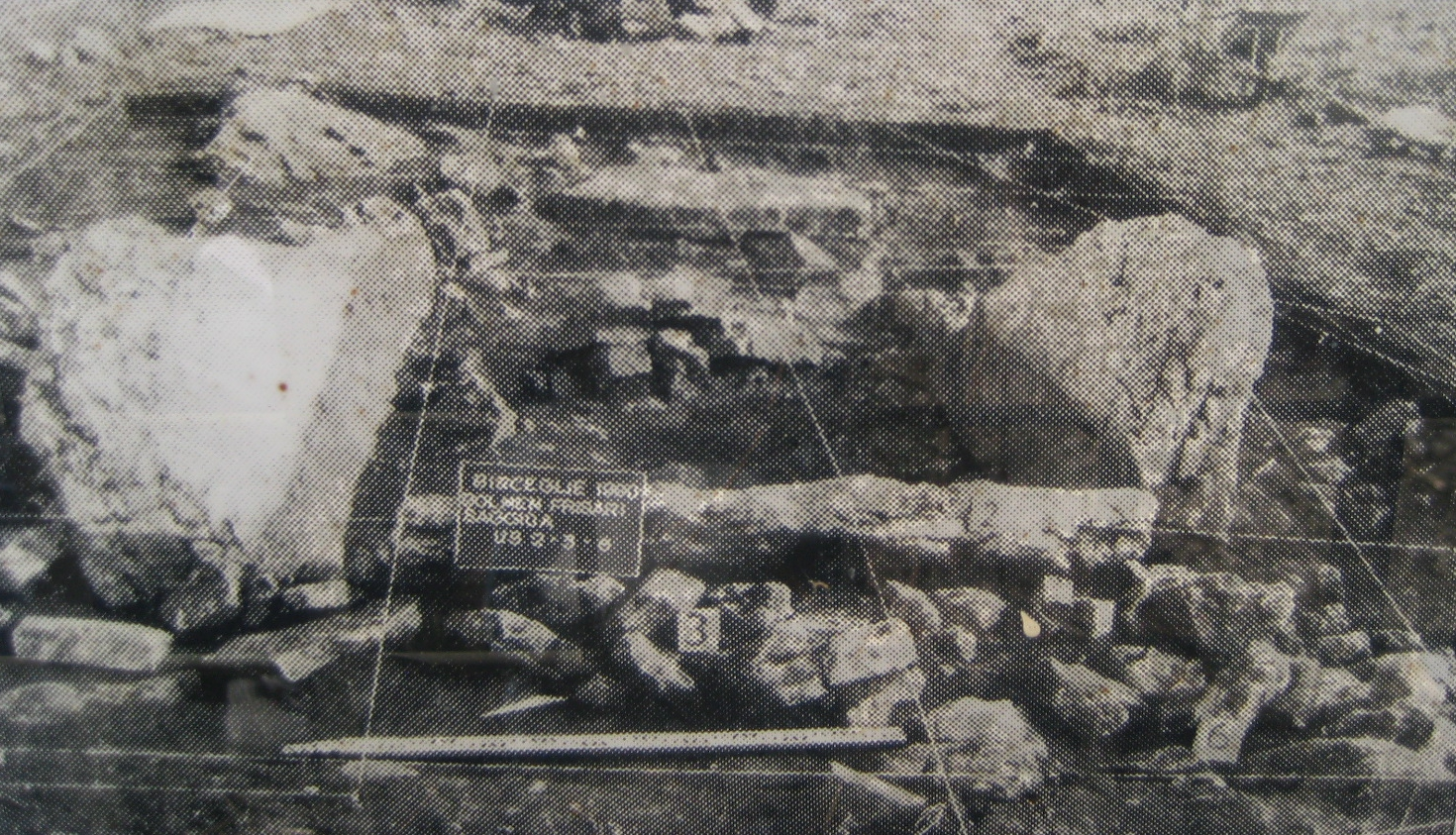
Il dolmen “Frisari” - scavi del 1990

Il megalite fu scoperto nel 1909 dall'archeologo Michele Gervasio, nello stesso periodo in cui si svolsero le indagini archeologiche degli altri due dolmen ad esso vicini: il Dolmen della Chianca ed il Dolmen di Albarosa.

Al momento della scopertà era semidistrutto a causa degli interventi umani e del tempo.

Sin dall'inizio si presentò senza lastrone di copertura e delimitato da tre lastroni appena affioranti dal terreno, con l'apertura rivolta ad est. Inoltre all'interno della cella furono rinvenuti frammenti di un femore umano ed un dente molare.

Dalle dimensioni dei lastroni il Gervasio poté affermare che si trattava del più imponente tra tutti i dolmen pugliesi.

Nel 1990 la Soprintendenza Archeologica della Puglia avviò una nuova campagna di scavo ed un progetto di recupero dell'area su cui si trovava il monumento. Durante lo scavo venne alla luce una struttura di pietrame sciolto che appariva intenzionalmente inserito nella composizione di un basolato a lastroni sbozzati, che, disposti secondo uno schema più o meno regolare, poggiavano sulla piattaforma calcarea di base. Sui lati della struttura vennero rintracciati alcuni frammenti di lastroni calcarei dispersi e probabilmente appartenenti al corridoio. All'interno di quest'ultimo venne alla luce il battuto pavimentale argilloso di colore bruno – rossastro, su cui dovevano poggiare le deposizioni umane e gli oggetti funerari di corredo. Ciò è testimoniato dai resti ossei e dagli oggetti che si trovarono, tra cui la parte posteriore di un cranio di persona adulta, una piccola tazza ed una ciotola carenata, questi ultimi databili tra il XVI e il XV secolo a. C.

## Descrizione
Il dolmen, del tipo a galleria con orientamento est – ovest, risultava composto da una cella, larga circa 2 m, che si sviluppava su una lunghezza di circa 3,65 m.

Il tumulo era a pianta ellittica con uno sviluppo massimo di circa 8 m sull'asse nord – sud.

A fronte di comparazioni effettuate con altri megaliti presenti nel nord barese, il dolmen Frisari è da considerarsi analogo al Dolmen della Chianca, nonostante la cella sia leggermente più stretta.

## Galleria d'immagini

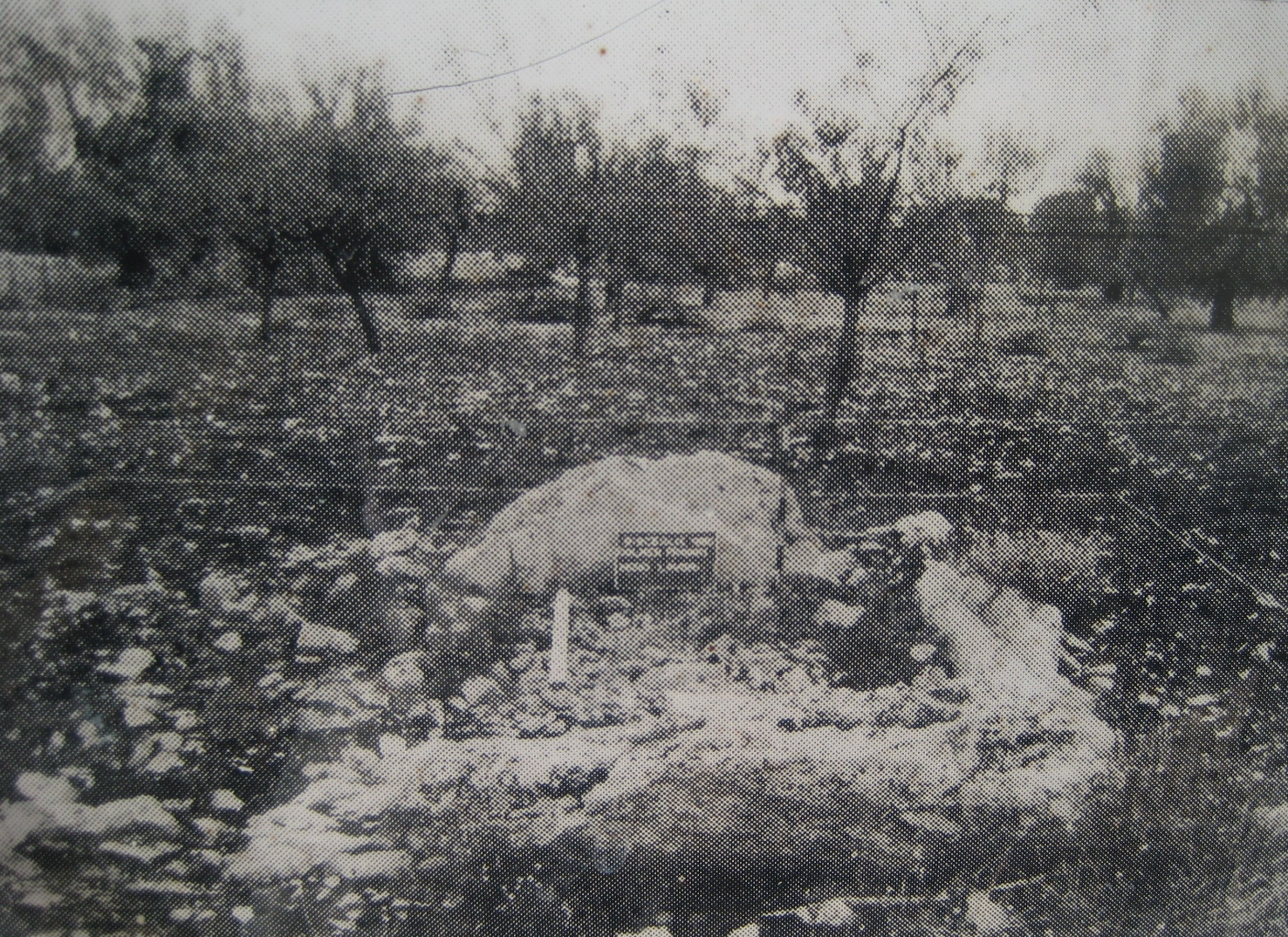
il dolmen “Frisari” durante gli scavi del 1990
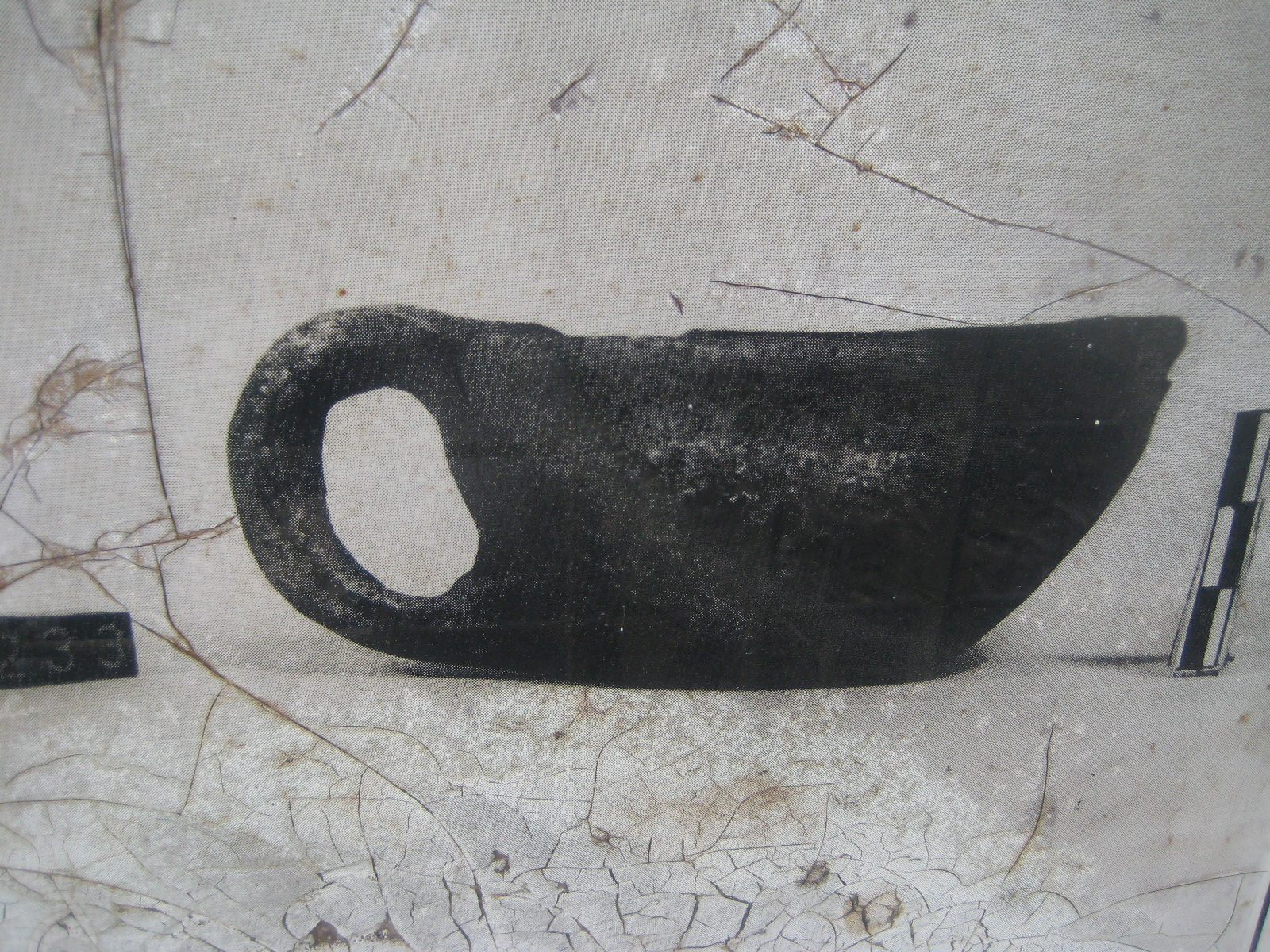
il dolmen “Frisari”, tazza rinvenuta durante lo scavo
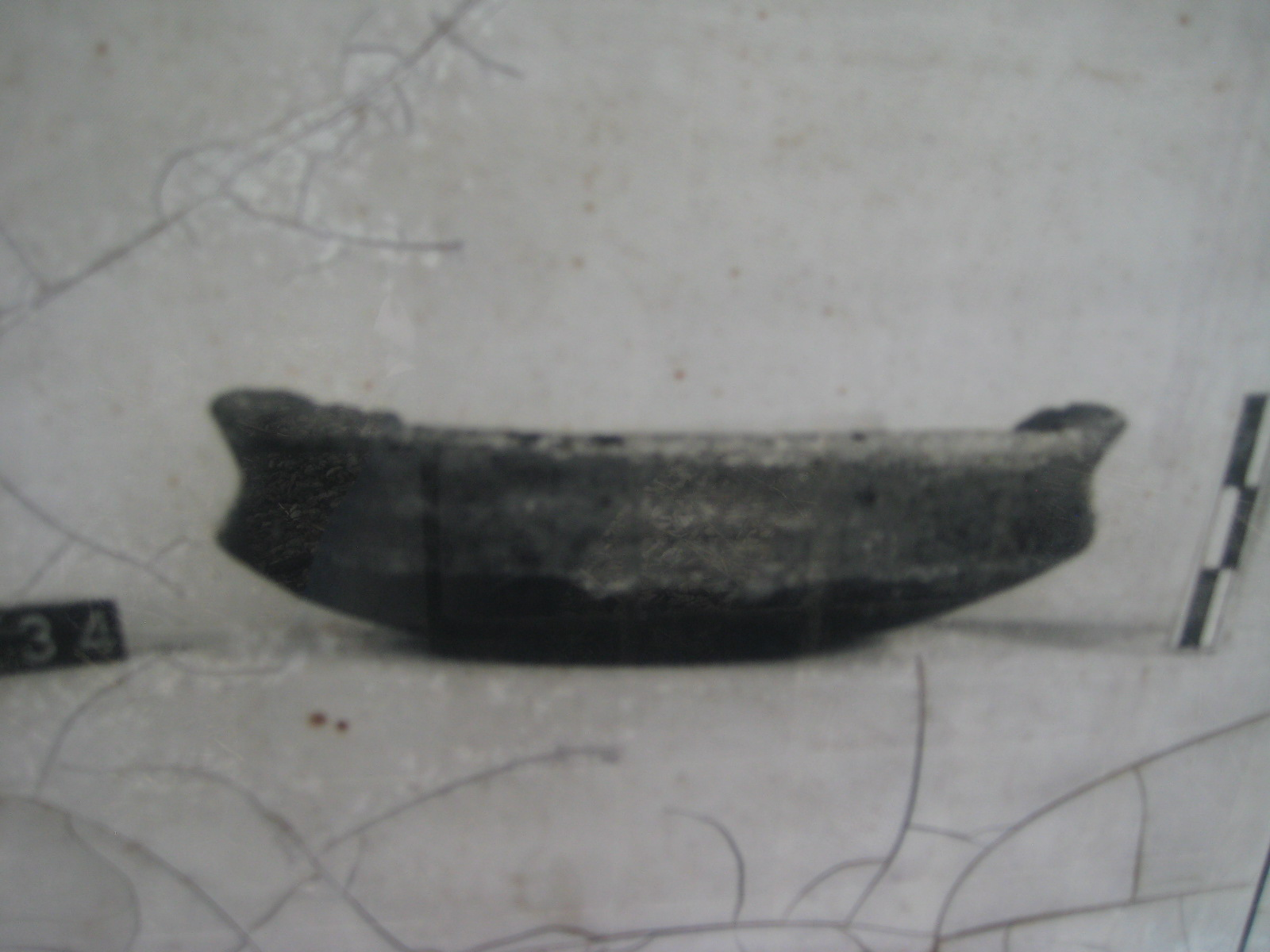
il dolmen “Frisari”, ciotola rinvenuta durante lo scavo
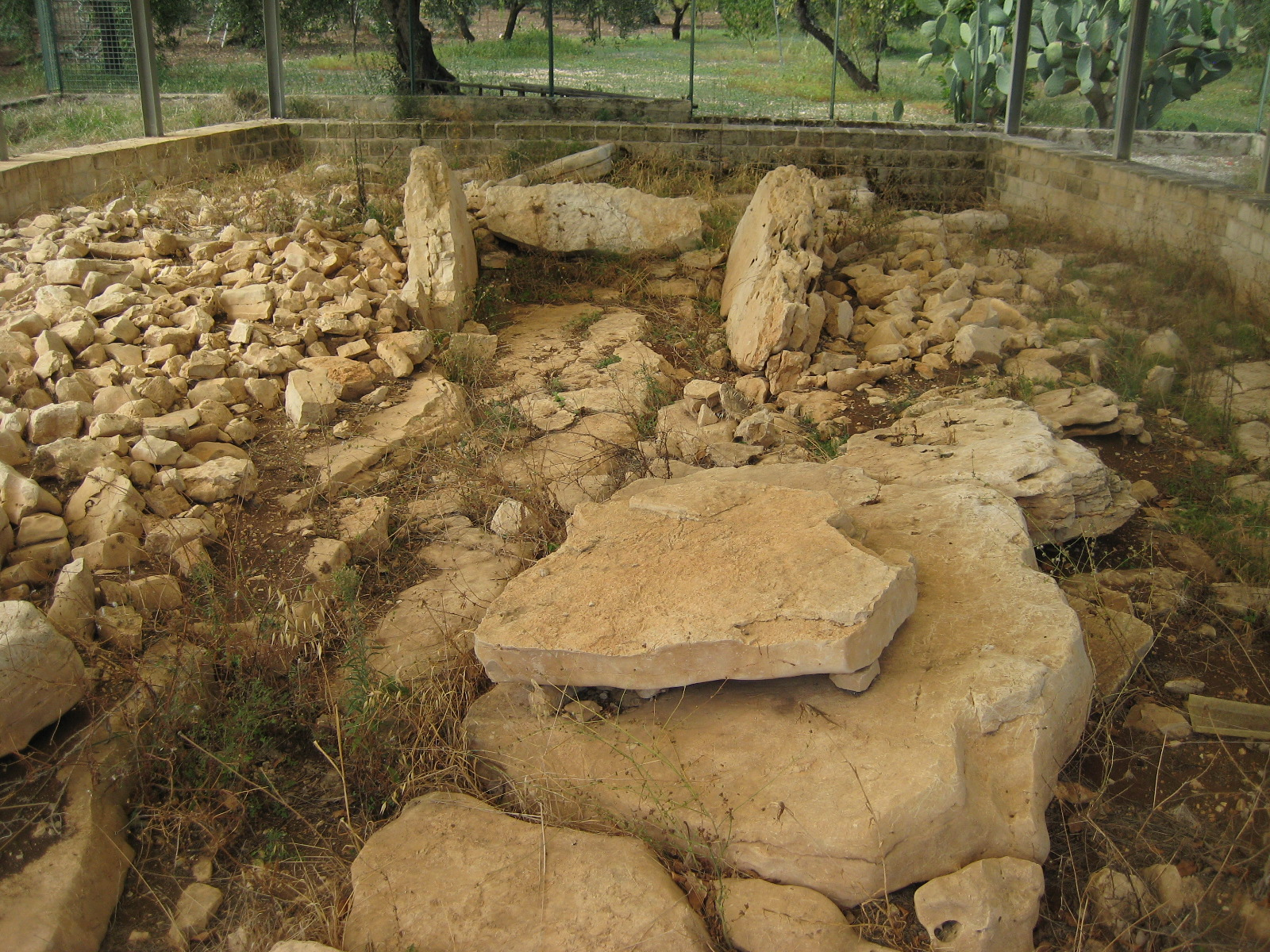
il dolmen “Frisari” visto da est
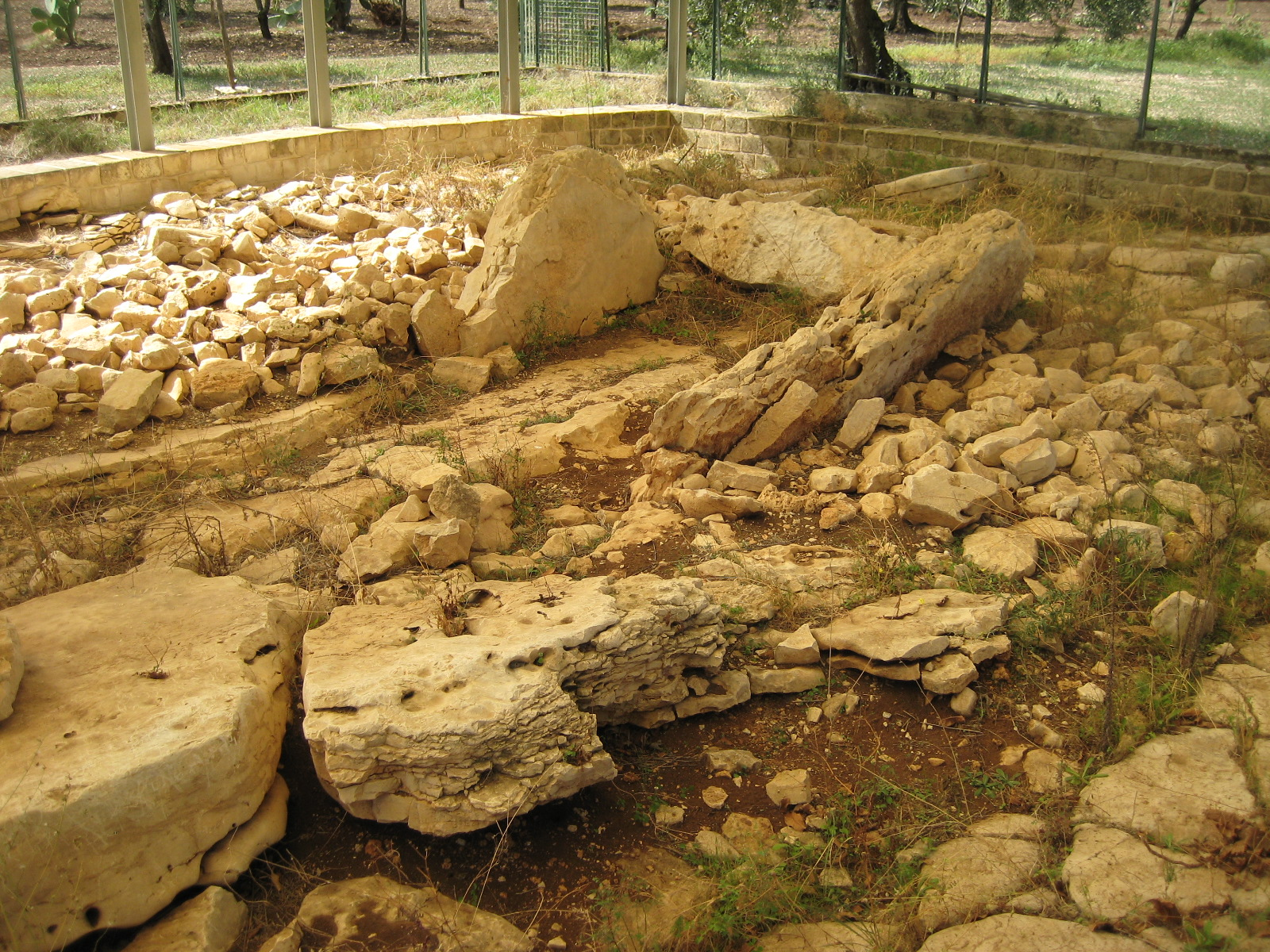
il dolmen “Frisari”
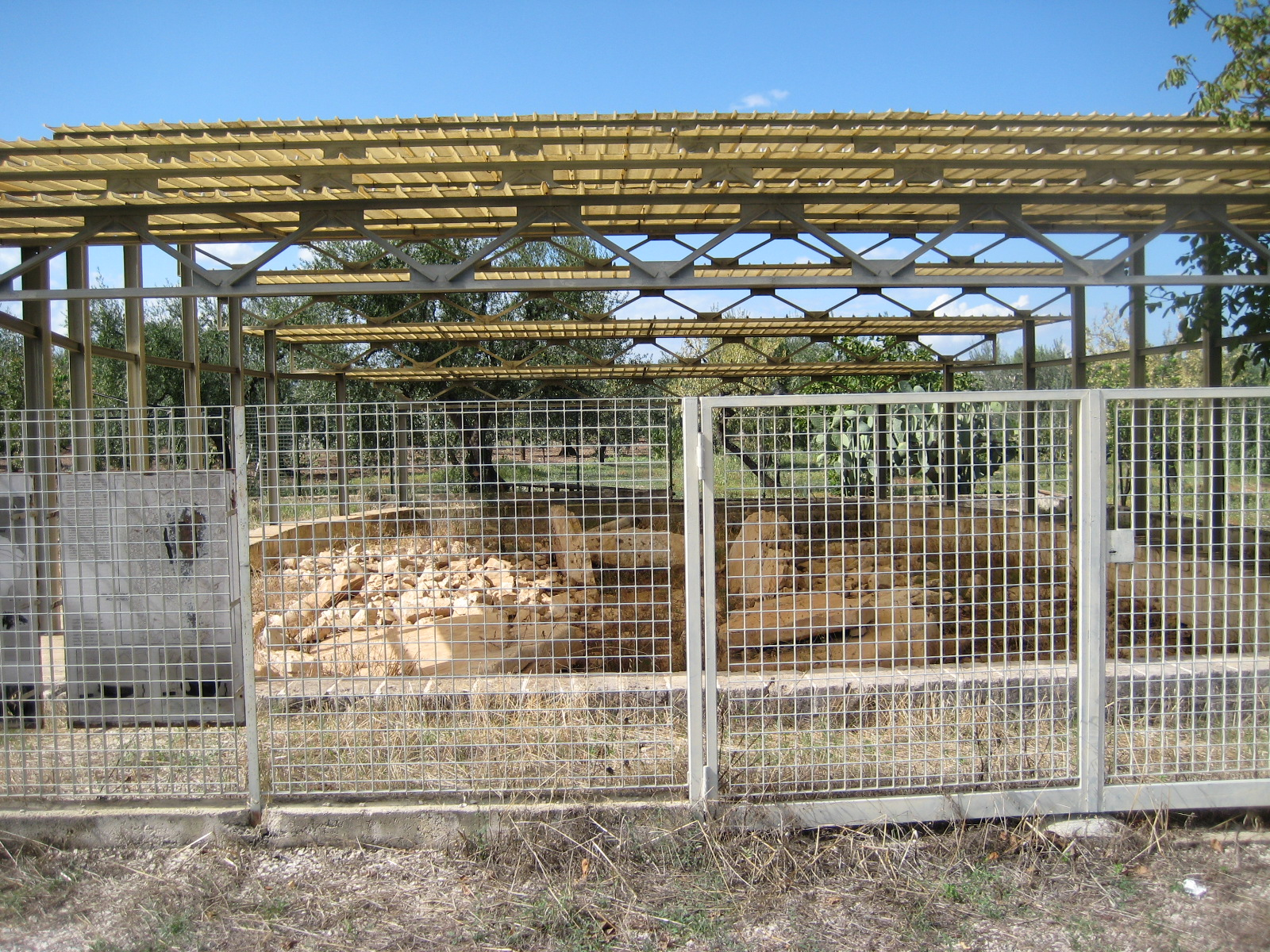
il dolmen “Frisari”, area dello scavo